# Ren Xiong
Ren Xiong ou Jen Hiong ou Jên Hsiung, surnom : Weichang, est un peintre de la dynastie Qing dans la première moitié du XIXe siècle. Il est né le 19 juillet 1823, originaire de Xiaoshan, qui est une subdivision administrative de la province du Zhejiang en Chine. Il est mort le 23 novembre 1857.

## Biographie
Ren Xiong fait partie d'une famille de quatre peintres, connus sous le nom: «Les quatre Ren», il est lui-même spécialiste de figures, oiseaux, paysages et fleurs. Il laisse plusieurs œuvres signées et datées.
Des quatre Ren, le premier à acquérir la célébrité est Ren Xiong. Il est né à Xiaoshan dans une famille de paysans pauvres. Son père meure tôt et sa mère, restée veuve, élève ses enfants dans des conditions difficiles. Pour subvenir à ses besoins, Ren Xiong étudie l'art du portrait auprès d'un maître d'école du village, dont il choisit de ne pas suivre les méthodes rigides et démodées. Entre autres règles, son maître prescrit que les fonctionnaires doivent être peints coiffés d'un chapeau; ils doivent être assis très droits et avoir l'air sérieux; ils doivent être traités avec respect. Mais Ren Xiong n'est pas de cet avis, il peint ses fonctionnaires sans chapeau, campés dans diverses positions (parfois avec une jambe posée sur l'autre) et avec des défauts sur le visage (parfois outrés). Piqué par les critiques de son professeur, il quitte sa ville natale et vagabonde de place en place.
En 1846, il se rend à Hangzhou, la capitale provinciale, où il se lie avec le collectionneur Zhou Xian (1820-1875) et il séjourne pendant trois ans dans sa résidence, la Chaumière de Fanhu. Durant cette période, il réalise des copies de peintures appartenant à la collection de Zhou, pour parfaire ses talents. Il devient aussi  l'ami du célèbre poète Yao Xie et consacre plus de deux mois à peindre plus d'une centaine d'œuvres illustrant des vers de Yao. Les œuvres de Ren Xion font preuve de diversité dans les thèmes, et comprennent des peintures de personnages, de paysages et d'oiseaux-et-fleurs. Dans la tradition des estampes de la fin des Qing, il réalise des dessins au trait de personnages du roman Histoires des chevaliers redresseurs de tort pour des xylographies. Parmi ses nombreuses œuvres, l'une des plus intéressantes est son Autoportrait.

## Œuvres

### Son autoportrait
Ce rouleau mural montre un personnage immense, les yeux fixés droit devant lui, le visage sérieux. Il porte une longue robe ample, qui laisse à nu ses épaules et sa poitrine. L'image est celle d'un homme intransigeant et mécontent, prêt à se battre comme un preux chevalier contre l'injustice. Les plis de la robe sont peints à traits rudes et frustes, qui épousent la forme du corps et donnent au personnage un air tragique. Un profond désenchantement sous-tend l'inscription:
Dans ce monde tourmenté, qu'est-ce qui s'ouvre à moi?
Je souris, je m'incline et tourne, flatteur, autour des gens, dans l'espoir de me faire des relations; mais qu'est-ce que je connais aux affaires?
À quoi se raccrocher et se lier, dans cette grande confusion?
Il est facile d'en parler, mais… Quand je me tourne vers ma jeunesse, je me souviens de penser autrement; chargé de bonnes intentions, je fais le portrait des anciens pour les présenter [comme des modèles]. Mais où sont les ignorants, où sont les sages?
Finalement, je n'en ai aucune idée. En un coup d'œil, tout ce que je peux voir est le vide infini.
Composé par Ren Xiong, dit Weichang, sur l'air des «Douze rapports journaliers»,.

### Paysages

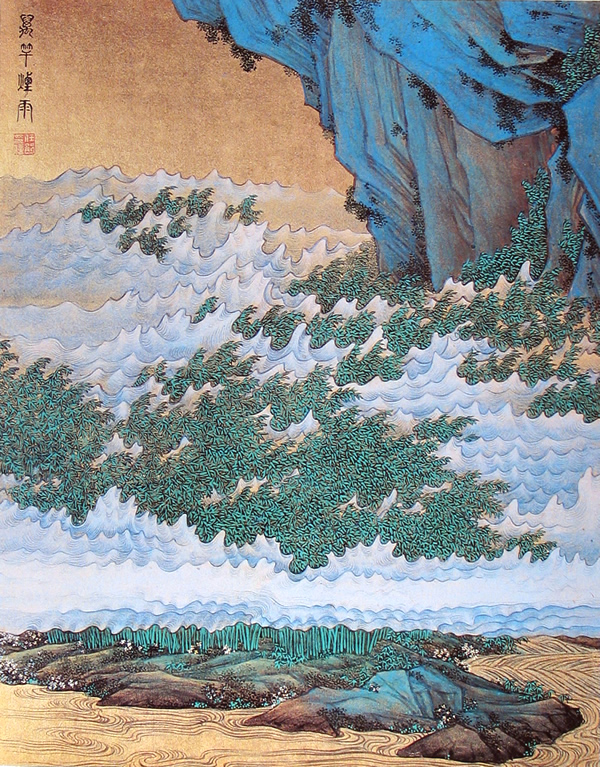
Ren Xiong, vers 1850. Quatrième feuille de Cent mille scènes. Papier, poudre d'or et couleurs. H. 26.3cm ; L. 20.5cm.

- Quatrième feuille de Cent mille scènes. Ce cahier est composé de 10 paysages créés par Ren Xiong dans ses dernières années. L'album s'appuie sur les paysages du lac Tai à Suzhou, au sens large. Par exemple, les deux peintures intitulées «Wanxi Chaotian» et «Wanheng Xiangxue» se réfèrent à des collines de Suzhou, Tianping et Xiangxuehai. Mais c’est plutôt le paysage du  lac de l'Ouest à Hangzhou, le «flux d’air vide» et la «brume de Wanyu» des îles imaginaires et des paysages de la région dite Xiaoxiang, aux magnifiques paysages de rivières et de lacs, non loin de Changsha, aujourd'hui province de Hunan. En bref, le peintre résume la beauté et la jouissance du monde avec ce qu’il y a de plus beau. L’artiste utilise pleinement la couleur de fond du papier enrichi d’or, de sorte que la couleur verte soit plus colorée et l'effet artistique plus élégant.

- Les Monts Huang : album Paysage sans fin, couleurs sur papier, 26 × 21 cm, Musée de l'ancien palais, Beijing[4]